# Вернигора, Лев Михайлович
Лев Миха́йлович Вернигора́ (14 октября 1934 — 29 мая 2012) — советский оперный певец (бас); Заслуженный артист РСФСР (1976).

## Биография
Родился 14 октября 1934 года. 
Начинал выступать в Кишинёве. Пел в оперных театрах Уфы (с 1960 года) и Саратова. В 1967—1989 годах — солист Большого театра.
Умер 29 мая 2012 года. Похоронен в Черкассах около могилы своей матери.

## Творчество

### Избранная дискография
| год  | роль            | опера                                               | композитор             | дирижёр           | лейбл                        |
| ---- | --------------- | --------------------------------------------------- | ---------------------- | ----------------- | ---------------------------- |
| 1970 | Архиепископ     | «Орлеанская дева»                                   | П. И. Чайковский       | Г. Рождественский | Д-027127-34                  |
| 1977 | Монах           | «Каменный гость»                                    | А. С. Даргомыжский     | М. Эрмлер         | «Мелодия» С10-09155-8        |
| 1986 | Гусляр          | «Сказание о невидимом граде Китеже и деве Февронии» | Н. А. Римский-Корсаков | Е. Светланов      | «Мелодия» С10 23807-14       |
|      | Цунига, капитан | «Кармен»                                            | Ж. Бизе                | Ю. Симонов        | «Мелодия» CD 10 01516 (3 CD) |